# Гібристофілія
Гібристофілія (від грецького ὑβριστής hybristes «злочинець» і φιλία philia «дружба, прихильність») — парафілія, яка полягає в тому, що особи, які страждають на неї, відчувають сексуальний потяг до злочинців, особливо до осіб, які вчинили сексуальні, тяжкі насильницькі злочини та вбивства. Ця девіація також відома як синдром Бонні і Клайда.

## Коротий опис
Жінки страждають від цього розладу частіше, ніж чоловіки. Існує надто мало емпіричних досліджень щодо причин гібристофілії. Серед можливих причин — самотність, низька впевненість у собі та бажання привернути до себе увагу. Оскільки серійні та масові вбивці, особливо в США, часто стають знаменитостями в масовій культурі, також припускають, що ті, хто страждає на гібристофілію, прагнуть бути близькими до злочинців, щоб самим прославитися. Існує також еволюційна психологічна точка зору, згідно з якою постраждалі жінки бачать чоловіків-злочинців як альфа-особин, навіть якщо їхній прояв влади не є суспільно прийнятним.
За словами Шейли Айзенберг, гібристофідія частіше трапляється в жінок які пережили важке дитинство, напр. зазнали насильства або жорстокого поводження. У своїй книзі « Жінки, що люблять чоловіків, які вбивають» вона стверджує, що ці жінки шукають чоловіка, якого вони можуть контролювати і який не зможе їм заподіяти біль: чоловіки, які перебувають за гратами, особливо підходять для цього.
Описано два типи гібристофілії. У пасивній формі гібристофіли відчувають сексуальний потяг до злочинців, не маючи бажання брати участь у злочинах свого партнера. Активна форма цього розаду полягає в тому, що гібристофіли спонукають свого партнера до вчинення злочинів, допомоги або стають співучасниками, оскільки в результаті вони відчувають сексуальне збудження.
Австрійський психіатр Рейнгард Галлер розрізняє три форми гібристофілії: по-перше, так звані «рятівники», які, незважаючи на всі докази протилежного, вірять у «шляхетну душу чоловіка і в спокутну силу їхнього кохання»; по-друге, так звані «дослідниці душі», які, зачаровані злом, сподіваються отримати краще розуміння глибин власної душі, і третя група керується архаїчнішим мотивом: «Вбивство і забій розглядається як частина чоловічого начала, жінка ототожнює його з силою, захистом і безпекою». Майже у всіх ражені цим розладом випадках заперечують або применшують дії обраного ними злочинця.
ГІбристофідія є потенційно небезпечною для тих, хто на неї страждає, оскільки контакт із злочинцями створює ризик для них самих стати жертвами.

## Приклади
- Бонні і Клайд
- У в'язниці Андерс Берінг Брейвік отримує численні любовні листи від молодих жінок[9].
- Під час суду над Тедом Банді в аудиторії було багато його поклонниць.[9] Одна з них вийшла заміж за Банді в залі суду[10].
- До самої смерті у в'язниці серійний вбивця-гомосексуал Джеффрі Дамер підтримував листування щонайменше з шістьма жінками, і всі вони вважали, що перебувають у романтичних стосунках з ним[11].
- Після смерті Еріка Гарріса та Ділана Клеболда, виконавців стрілянини в середній школі Колумбайн, навколо них утворилася фанатська спільнота, члени якої, переважно жінки, називають себе «Колумбайнерами»[12].
- Лука Маньотта мав чимало прихильників жіночої статі[13].
- У Чарльза Менсона було багато прихильниць-гібрістофілок.
- Річард Рамірес одружився з однією зі своїх численних фанаток під час ув'язнення[14].
- Джон Вейн Гейсі отримав пропозицію одружитися у в'язниці[15].
- Йозеф Фріцль отримав 200 любовних листів від жінок у перші кілька місяців свого ув'язнення[16].
- Після злочину у Джохара Царнаєва з'явилися тисячі фанаток[5].
- У в'язниці Ніколас Круз отримував численні любовні листи[17].
- У випадку з героїнею коміксів Харлі Квінн підозрюється, що її одержимість Джокером є активною формою саме такої парафілії[18].